# James Miller (generale)
James Miller (25 aprile 1776 – 7 luglio 1851) è stato un militare statunitense, fu un alto ufficiale dell'esercito degli Stati Uniti che comandò la fanteria nel teatro canadese durante la guerra del 1812.
Dopo la guerra, servì come primo governatore del Territorio dell'Arkansas dal 1819 al 1824. Ricoprì anche il ruolo di sovrintendente agli affari indiani per il territorio. Fu durante il suo mandato come governatore, e in parte grazie alla sua influenza, che la capitale del territorio venne spostata da Arkansas Post a Little Rock.

## Biografia

### Prima infanzia e istruzione
James Miller nacque a Peterborough, New Hampshire, da James e Catharine (nata Gregg) Miller. Frequentò un'accademia ad Amherst, Massachusetts, e successivamente il Williams College. Dopo la morte di Martha, sposò Ruth Flint. Miller era un discendente di Thomas Flint, un inglese che emigrò a Concord, Massachusetts. Dal 1803 al 1808 esercitò la professione legale a Greenfield, New Hampshire.

### Servizio militare
Miller si unì alla milizia statale del New Hampshire e comandò un'unità di artiglieria, finché il generale Benjamin Pierce lo notò e raccomandò che fosse nominato maggiore nell'esercito regolare. Miller si unì al 4º Reggimento di Fanteria nel 1808. Nel 1811, la sua unità fu inviata a combattere contro gli indiani a Vincennes, Indiana, dove fu promosso colonnello. Nel maggio 1812, il suo reggimento si trasferì a Detroit, Michigan. Fu comandante durante la Battaglia di Maguagon. Poco dopo, Miller fu fatto prigioniero in seguito all'assedio di Detroit e successivamente fu scambiato. Nel 1814, Miller era colonnello del 21º Reggimento di Fanteria e guidò i suoi uomini nella cattura dell'artiglieria britannica durante la Battaglia del Niagara. La sua celebre frase "I will try, sir!!" divenne famosa, e gli valse il soprannome di "Eroe di Lundy's Lane". Miller fu promosso brigadiere generale per merito, ricevette una medaglia d’oro per risoluzione del Congresso l’8 novembre 1814 e una spada dallo Stato di New York.

## Guerra del 1812

### Scontro presso un ponte vicino a Fort Malden
Quando scoppiò la guerra del 1812 contro il Regno Unito, il colonnello James Miller condusse operazioni militari in Canada. Il 16 luglio 1812, un contingente del 41º Reggimento britannico — circa 60 miliziani e alcuni indiani — era di stanza vicino a un ponte nei pressi di Fort Malden, allora sotto controllo britannico. I colonnelli americani Lewis Cass e James Miller si trovavano con le loro truppe in posizioni nascoste. I britannici individuarono la forza di ricognizione americana comandata da Cass e Miller e inviarono un gruppo di indiani oltre il ponte per attirarli allo scoperto.
Tuttavia, una volta attraversato il ponte, gli americani nascosti aprirono il fuoco, ferendo due indiani e uccidendone uno. Gli ufficiali americani inviarono l’ordine di prendere il forte e tenerlo fino all’arrivo dei rinforzi. Tuttavia, il comandante americano Hull si dimostrò indeciso e poco favorevole all’azione, costringendo la forza di ricognizione sotto Cass e Miller a ritirarsi nelle linee americane.

### Battaglia di Maguaga
Il generale americano William Hull ordinò a James Miller di recuperare un convoglio di rifornimenti. Miller partì con almeno 280 regolari, tra 200 e 280 miliziani dell'Ohio, 60 legionari del Michigan, 40 esploratori a cavallo e due pezzi di artiglieria. Miller incontrò una forza nemica composta da regolari britannici, milizia canadese e nativi americani alleati dei britannici sotto la guida di Adam Muir. Entrambe le forze aprirono il fuoco. Miller rispose con l'artiglieria e lanciò un attacco alla baionetta. Dopo un lungo scontro, le forze britanniche si ritirarono.
Sebbene vittoriosi, gli americani subirono pesanti perdite: 18 morti e almeno 64 feriti. Muir riportò 3 morti, 13 feriti e 2 dispersi dal suo 41º Reggimento; 1 morto e 2 feriti dalla milizia canadese e 2 morti e 6 feriti tra i nativi. Tuttavia, gli americani dichiararono di aver trovato 58 nemici morti sul campo, 30-40 dei quali erano indiani. Inoltre, affermarono che la milizia dell’Ohio prese 30-40 scalpi. Miller, ritenendo le sue forze troppo provate, si ritirò a Fort Detroit.

### Assedio di Fort Detroit
Le forze americane a Fort Detroit furono assediate dai britannici. Nonostante fossero ben trincerati e in buone posizioni difensive, James Miller, che si trovava malato all’interno del forte, non poté opporsi alla decisione del generale William Hull, che fu ingannato da una finta superiorità numerica britannica e si arrese. Miller fu fatto prigioniero, ma successivamente scambiato.

### Assalto ai cannonieri e conquista della collina a Lundy’s Lane
Durante la battaglia di Lundy’s Lane, le forze del generale americano Jacob Brown erano sotto pesante bombardamento dell’artiglieria britannica posizionata su una collina. Brown ordinò al colonnello Miller di prenderne il controllo. Miller guidò almeno 300 regolari per compiere la missione. Per coprire il suo avanzamento, il tenente colonnello Nicholas con il Primo Reggimento attirò il fuoco nemico, ma presto si ritirò. Questa distrazione consentì a Miller di avvicinarsi indisturbato. Miller fece nascondere i suoi uomini dietro una vecchia staccionata circondata da cespugli. A bassa voce, ordinò di puntare con precisione e aprire il fuoco contro i cannonieri britannici. Gli americani spararono, uccidendo tutti i serventi. Miller e i suoi uomini poi caricarono e respinsero ulteriori soldati britannici. Nonostante i numerosi contrattacchi nemici, Miller mantenne la posizione. Entrambe le armate subirono perdite così gravi da non poter continuare il combattimento, e le truppe americane, incluso il reparto di Miller, si ritirarono. I britannici, a loro volta esausti, non furono in grado di inseguirli.

### Sortita della guerriglia a Fort Erie
Durante l’assedio di Fort Erie, i britannici subirono pesanti perdite dopo aver tentato costosi assalti contro le difese americane. Il comandante Jacob Brown ordinò operazioni di guerriglia per colpire l'artiglieria nemica e distruggere i depositi. James Miller e Peter B. Porter ricevettero l’incarico di guidare due sortite: Miller con regolari, Porter con regolari e milizia. Porter marciò lungo un sentiero nascosto coperto dalla foresta, mentre Miller avanzò in segreto attraverso un burrone. Le forze americane attaccarono di sorpresa con grande intensità. Distrussero tre batterie di cannoni, fecero esplodere il deposito munizioni e inflissero gravi perdite. I britannici riportarono 115 morti, 178 feriti e 316 dispersi. Gli americani subirono 79 morti, 216 feriti e 216 dispersi. Nonostante il successo tattico, le perdite americane furono elevate. Qualche tempo dopo, l'intera guarnigione americana evacuò Fort Erie e si ritirò a Sackets Harbor.

## Governatore del Territorio dell'Arkansas
Nominato governatore del Territorio dell’Arkansas dal presidente James Monroe il 3 marzo 1819, James Miller si dimise dall’esercito, ma non lasciò il New England per assumere l’incarico fino a settembre. Si recò prima a Washington, dove apprese che avrebbe anche ricoperto il ruolo di sovrintendente agli affari indiani per il territorio. Da lì viaggiò a Pittsburgh, Pennsylvania, dove acquistò armi per la milizia territoriale. Successivamente discese i fiumi Ohio e Mississippi, trasportando le armi a bordo di un’imbarcazione che issava le bandiere con le scritte “Arkansaw” e “I will try, sir!”. Arrivò ad Arkansas Post il 26 dicembre.
A causa del suo ritardo, Robert Crittenden, segretario del territorio, aveva assunto la gestione del governo e fatto varie nomine che furono poi convalidate dal Congresso. Miller concentrò la sua attenzione sulla ricerca di una sede adeguata per la capitale del territorio. Poiché molti uomini influenti, tra cui lo stesso Miller, avevano acquistato terreni nell’area di Little Rock, la proposta di legge per spostare la capitale da Arkansas Post a Little Rock fu approvata dalla legislatura territoriale.
Come sovrintendente agli affari indiani, Miller si trovò ad affrontare numerose controversie legate alle rivendicazioni territoriali dei Quapaw, Cherokee e Choctaw, contrastate dal desiderio dei coloni bianchi di appropriarsi di quelle terre. A complicare ulteriormente la situazione, nel 1821 esplose un conflitto tra Cherokee e Osage all’interno del territorio. Fin dall’inizio del suo mandato, era evidente che Miller non intendeva stabilirsi a lungo in Arkansas: sua moglie era rimasta in New Hampshire. Nell’aprile 1821 lasciò l’afosa estate dell’Arkansas per tornare nel più fresco New Hampshire, e il 28 giugno fu eletto membro dell’American Antiquarian Society, tornando in Arkansas solo nel novembre seguente. Durante le sue assenze, fu Crittenden a gestire gli affari del territorio, incluse le questioni con le tribù. Nel giugno 1823, Miller lasciò nuovamente l’Arkansas e non vi fece ritorno per il resto dell’anno.

## Anni successivi e morte
Nell’autunno del 1824, Miller fu eletto alla Camera dei Rappresentanti del New Hampshire, ma non assunse mai la carica. Fu invece nominato esattore del porto di Salem, incarico che ricoprì fino al 1849. È in questo ruolo che viene ritratto come il “Generale” nella sezione introduttiva di La lettera scarlatta (The Scarlet Letter) di Nathaniel Hawthorne, intitolata La dogana (The Custom-House). Morì a Temple, New Hampshire, per un ictus, e fu sepolto nel cimitero di Harmony Grove a Salem, Massachusetts.

## Memoriali
La Contea di Miller in Arkansas e il Miller State Park a Peterborough, New Hampshire, portano il suo nome. Anche Fort Miller a Marblehead, Massachusetts, fu così rinominato intorno al 1861.